# Sofiane Alakouch
Sofiane Alakouch (tiếng Ả Rập: سفيان علكوش; sinh ngày 29 tháng 7 năm 1998) là một cầu thủ bóng đá chuyên nghiệp hiện đang thi đấu ở vị trí hậu vệ phải cho câu lạc bộ Ligue 2 Paris FC. Sinh ra tại Pháp, anh thi đấu cho đội tuyển bóng đá quốc gia Maroc.

## Sự nghiệp thi đấu

### Câu lạc bộ

#### FC Metz
Ngày 21 tháng 7 năm 2021, Alakouch gia nhập Metz bằng bản hợp đồng kéo dài 4 năm.

#### Cho mượn tại Lausanne-Sport
Ngày 15 tháng 2 năm 2022, anh gia nhập câu lạc bộ của Thụy Sĩ, Lausanne-Sport theo dạng cho mượn đến hết mùa giải.

### Quốc tế
Alakouch là người gốc Maroc và đã từng thi đấu cho U-19 Pháp. Anh được gọi triệu tập lên Đội tuyển bóng đá quốc gia Maroc vào tháng 8 năm 2017. Một thời gian sau, anh được triệu tập lên Đội tuyển bóng đá U-20 quốc gia Pháp để chuẩn bị cho giải đấu Toulon Tournament 2018 vào ngày 17 tháng 5 năm 2018.
Alakouch ra mắt quốc tế cho Maroc trong chiến thắng 3–0 tại Vòng loại giải vô địch bóng đá thế giới 2022 trước Sudan vào ngày 12 tháng 11 năm 2021.